# Leinestraße
Leinestraße – stacja metra w Berlinie na linii U8, w dzielnicy Neukölln, w okręgu administracyjnym Neukölln. Stacja została otwarta w 1929.